# Apalone
Apalone (лат.) — род черепах семейства Трёхкоготные черепахи (Trionychidae). Ранее включался в род Trionyx.
Виды этого рода распространены в Северной Америке.
Род включает 3 вида:
- Apalone ferox — злой трионикс
- Apalone mutica — гладкий трионикс
- Apalone spinifera — колючий трионикс
  - Apalone spinifera ater (Apalone ater) — чёрный трионикс

Колючий трионикс распространён в США, Канаде и Мексике, два других вида — эндемики США.